# كاتارينا بيريرا
كاتارينا بيريرا (بالبرتغالية: Catarina Pereira‏) هي مغنية وممثلة برتغالية، ولدت في 13 يونيو 1990 في ماتوسينهوس في البرتغال.